# Uppermill
Uppermill – wieś w Anglii, w hrabstwie Wielki Manchester, w dystrykcie Oldham. Leży 7,2 km od miasta Oldham, 17,6 km od miasta Manchester i 260,9 km od Londynu. W 2015 miejscowość liczyła 13 732 mieszkańców.